# IC 4140
IC 4140 ist eine linsenförmige Galaxie vom Hubble-Typ S0/a? im Sternbild Coma Berenices am Nordsternhimmel, die schätzungsweise 839 Millionen Lichtjahre von der Milchstraße entfernt ist.

Im selben Himmelsareal befindet sich u. a. die Galaxie IC 4128.
Das Objekt wurde am 27. Januar 1904 vom deutschen Astronomen Max Wolf entdeckt.